# ميغيل هرنانديز
ميغيل هرنانديز (بالإسبانية: Miguel Hernández Sánchez)‏ (19 فبراير 1970 بمدريد في إسبانيا - ) هو مدرب كرة قدم ولاعب كرة قدم إسباني في مركز الدفاع، شارك في الألعاب الأولمبية الصيفية 1992. وشارك مع منتخب إسبانيا تحت 23 سنة لكرة القدم. أما مع النوادي، فقد لعب مع إسبانيول ورايو فايكانو ونادي سالامانكا ونادي لاردة وGaláctico Pegaso ‏ ونادي تيراسا ‏ وCD Móstoles ‏.

## وصلات خارجية
- ميغيل هرنانديز على موقع الاتحاد الدولي (مؤرشف)  (الإنجليزية)
- ميغيل هرنانديز على موقع قاعدة بيانات كرة القدم.إي يو (الإنجليزية)
- ميغيل هرنانديز على موقع أوليمبيديا (الإنجليزية)